# Anastázie ze Sirmia

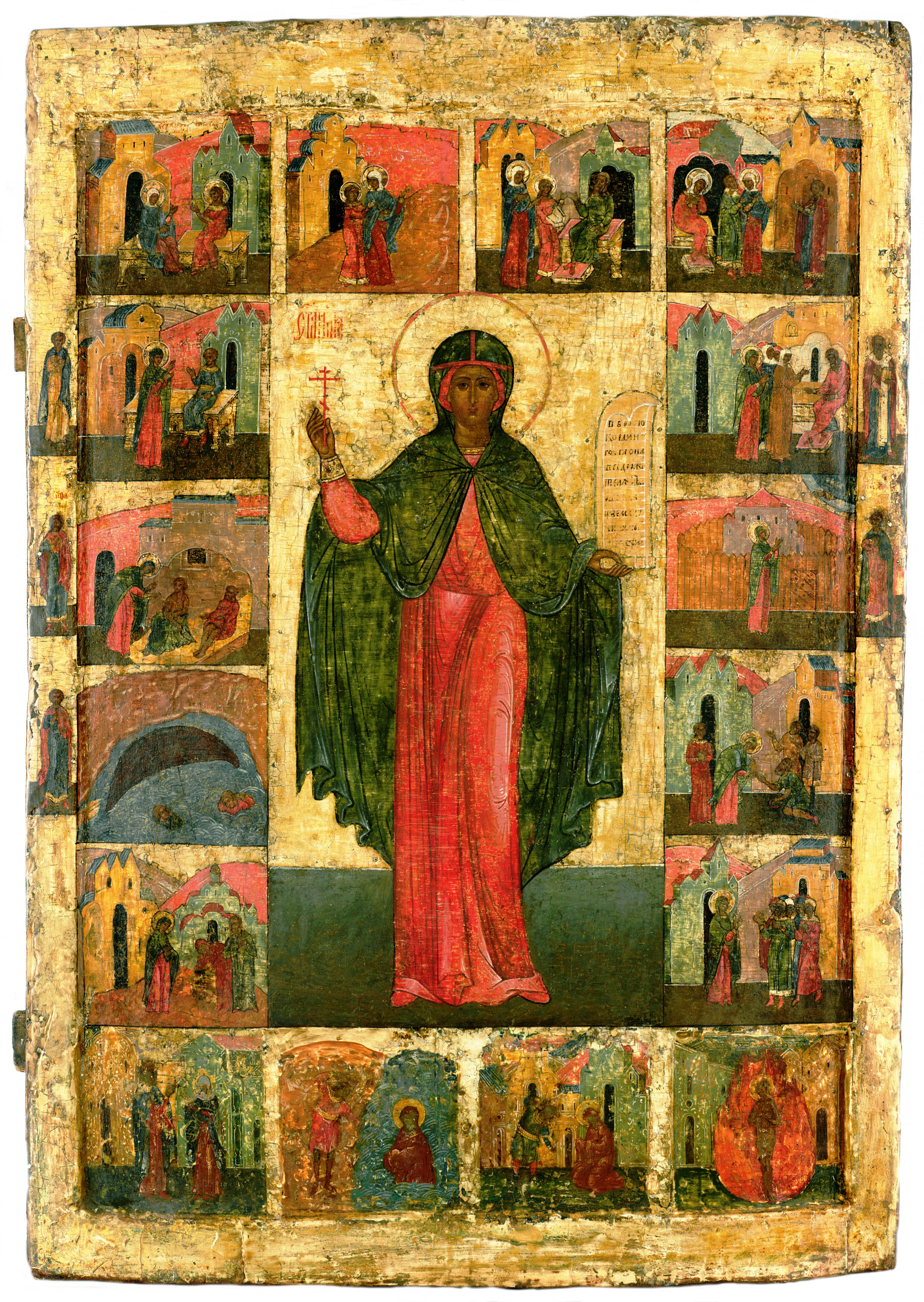
Sv. Anastázie s výjevy ze života a se svými zázraky; ruská ikona, 1580, Muzeum ruských ikon, Clinton (Massachusetts)

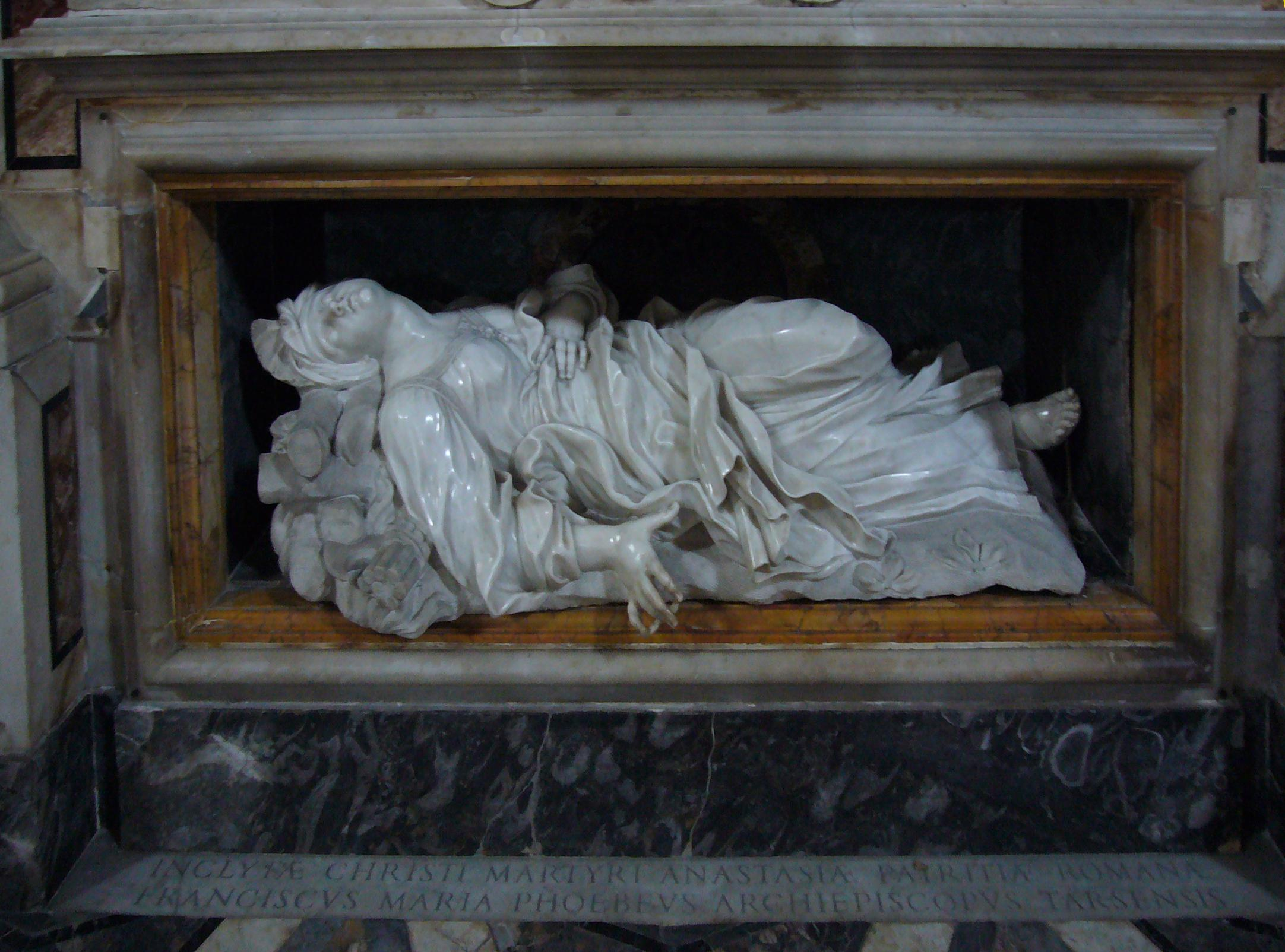
Francesco Aprile: Smrt sv. Anastázie, mramor, Řím 1667, oltář kostela Sv. Anastázie v Římě

Svatá Anastázie ze Sirmia, také Anastázie Ilyrská, Anastázie ze Soluně, řecky ΑΝΑΣΤΑΣΙΑ ἡ ΦΑΡΜΑΚΟΛΥΤΡΙΑ, rusky Анастасия Фармаколитрия (polovina 3. století Řím, Itálie; zemřela kolem roku 304 v Sirmiu, Srbsko nebo v Soluni v Řecku) byla křesťanská mučednice (velkomučednice), svatá panna nebo vdova, utěšitelka a léčitelka.  

## Životopis
Svatá Anastázie se narodila v polovině 3. století v Římě jako dcera pohana, římského senátora Pretestata, a křesťanky. Pokud nezůstala pannou (jak tvrdí některé legendy), byla provdána a po časné smrti svého brutálního manžela se začala zcela věnovat péči o uvězněné křesťany. S penězi ze svého vdovského věna platila vězeňským dozorcům za přístup do žalářů. Hluboký duchovní stav spojoval Anastázii s jejím duchovním učitelem Chrysogonem. Když ten byl zatčen Diokleciánovými pronásledovateli křesťanů a odsouzen k smrti pro svou křesťanskou víru, doprovázela ho Anastázie až na popraviště v Akvileji v severní Itálii Tam se vojáci vdovy chopili a uvrhli ji do žaláře v Sirmiu, tehdejším hlavním městě Ilýrie (dnes Chorvatsko). Po četných mukách byla soudcem odsouzena k smrti. Pak byla spuštěna na volné moře v děravé lodi, ale k údivu přítomných se nepotopila. Proto byla odsouzena k smrti upálením, kterou podstoupila kolem roku 304 v Sirmiu, podle římského martyrologia byla sťata mečem, podle jiných legend zemřela v Římě nebo v Soluni.

## Význam
Anastázie patří od raného středověku k nejuctívanějším světicím církví, zejména v Římě, na Balkáně a v Rusku. Je spolupatronkou Řeků, Rusů, Srbů a Chorvatů, patronkou lékárníků, nemocných proti chorobám hlavy a bolestem prsou. V Bulharsku je uctívána zejména v kraji Rodopy a bývá spojována s černou smrtí, v den jejího svátku nesmí lidé pracovat, aby nezčernali. 
Její svátek se slavil v římském církevním roce od 4. století 25. prosince, ve východních církvích 22. prosince. Její jméno bylo přijato do litanie všech svatých a do římského mešního kánonu. Roku 1970 byla vyřazena z římského kalendária jako historicky neurčitelná osoba, k jejíž legendě se vztahují nejméně tři světice toho jména, Anastasia romana, Anastasia sirmiana a Anastasia greca.

## Úcta a tradice
- Bazilika Sant'Anastasia al Palatino v Římě: nad údajným rodným domem světice (Anastasia romana) byl postaven kostel sv. Anastázie, který leží na úpatí Palatinu, na troskách portiku Herkulova oltáře z 1. století. Zakladatelkou chrámu podle zbožné tradice měla být Anastázie, sestra císaře Konstantina Velikého, v písemných pramenech se kostel uvádí až k roku 499. Barokní socha světice na hlavním oltáři je z roku 1667.[6]
- Hrob mučednice byl od druhé poloviny 5. století uctíván také v chrámě Nejsv. Spasitele Chora v Konstantinopoli, kam relikvie přenesl sirmiňský patriarcha Gennadius mezi léty 458–471.[7]
- Katedrála v Zadaru se stala místem úcty ke sv. Anastázii v 9. století, kdy tam relikvie přinesl biskup Donatus. Oltářní triptych namaloval Carpaccio.
- Konkatedrála sv. Anastázie a Panny Marie v Santa Severině v Kalábrii, 13. století
- Bazilika Sant'Anastasia ve Veroně, založena roku 1290 dominikány
- Ve střední Evropě patří k důležitým místům úcty někdejší benediktinský kostel v Benediktbeuern v augsburském biskupství. Roku 1053 tam byly přeneseny relikvie sv. Anastázie a sv. Chrysogona. Stříbrná pozlacená relikviářová busta světice byla zhotovena podle skici Egida Quirina Asama z roku 1726. Oválná kaple sv. Anastázie je připojena k chóru kostela na severovýchodě, je skvostem rokokové architektury. Anastáziina pouť v Benediktbeuernu se připomíná po stavbě románské baziliky od poloviny 12. století. Velkého rozmachu dosáhla od středověku do zrušení kláštera v roce 1803. Mnoho věřících Anastázii uctívá dosud. Proto papež sv. Pavel VI. roku 1972 povýšil kostel na papežskou baziliku minor.
- Kostely s oltářem sv. Anastázie nebo s relikviářem sv. Anastázie jsou v desítkách dalších míst, například v říšské klenotnici v Cáchách, ale i na Filipínách, v USA a v Kanadě

## Vyobrazení

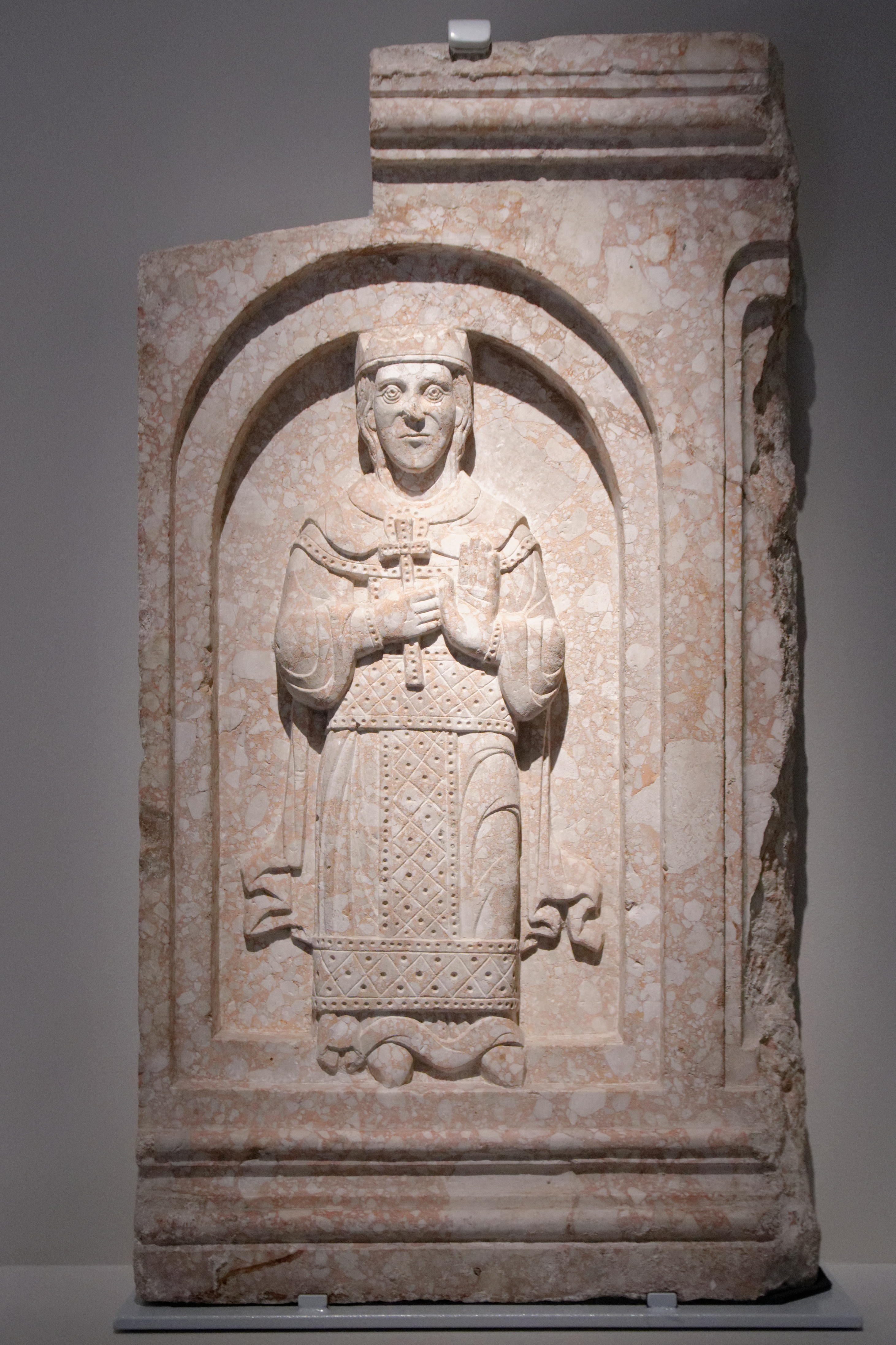
Reliéf sv. Anastázie z katedrály v Zadaru, 12. století

Anastázie je vyobrazena jako vdaná žena se závojem či zavinutou hlavou. Jako atributy drží kříž (římský nebo řecký patriarší), palmovou ratolest mučednice, meč, nůžky a nádobu s mastí (vázu). V epických scénách bývá znázorňováno její milosrdenství, útěcha a dary vězňům, léčitelství, mučednictví nebo Nanebevzetí.
Nejstarší vyobrazení: 
- Anastázie s korunou mučednice jdoucí v průvodu světic k Panně Marii; mozaika v chrámu San Apollinare Nuovo v Ravenně, ze 6. století,
- Žehnající polopostava v černém oděvu, s křížem v pravici; mozaika v předsíni chrámu kláštera Hosios Lukas v Řecku; 11. století
- Orantka žehnající rozepjatými pažemi:
  - reliéf na bronzových dveřích baziliky sv. Marka v Benátkách, 12. století
  - reliéf z katedrály v Zadaru, mramor, 2. polovina 12. století (Musée de Cluny, Paříž)
- Dvojice světic Anastázie a Paraskeva, ruská ikona, 14. století, Novgorod
- pravoslavné ikony: Anastázie léčitelka, na lodi, na hranici nebo uvázána u kůlu s hořícími plameny.
- Nanebevzetí sv. Anastázie, s modlícími se vězni, matkami a mučedníkem Chrysogonem: oltářní obraz v kapli sv. Anastázie v Benediktbeuern, Bavorsko, po 1756

## Odkazy

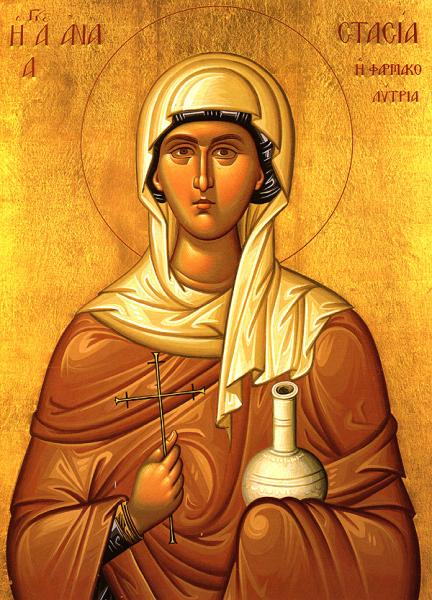
Sv. Anastázie, ikona z 19.-20. století